# Franziska von Hohenzollern-Hechingen

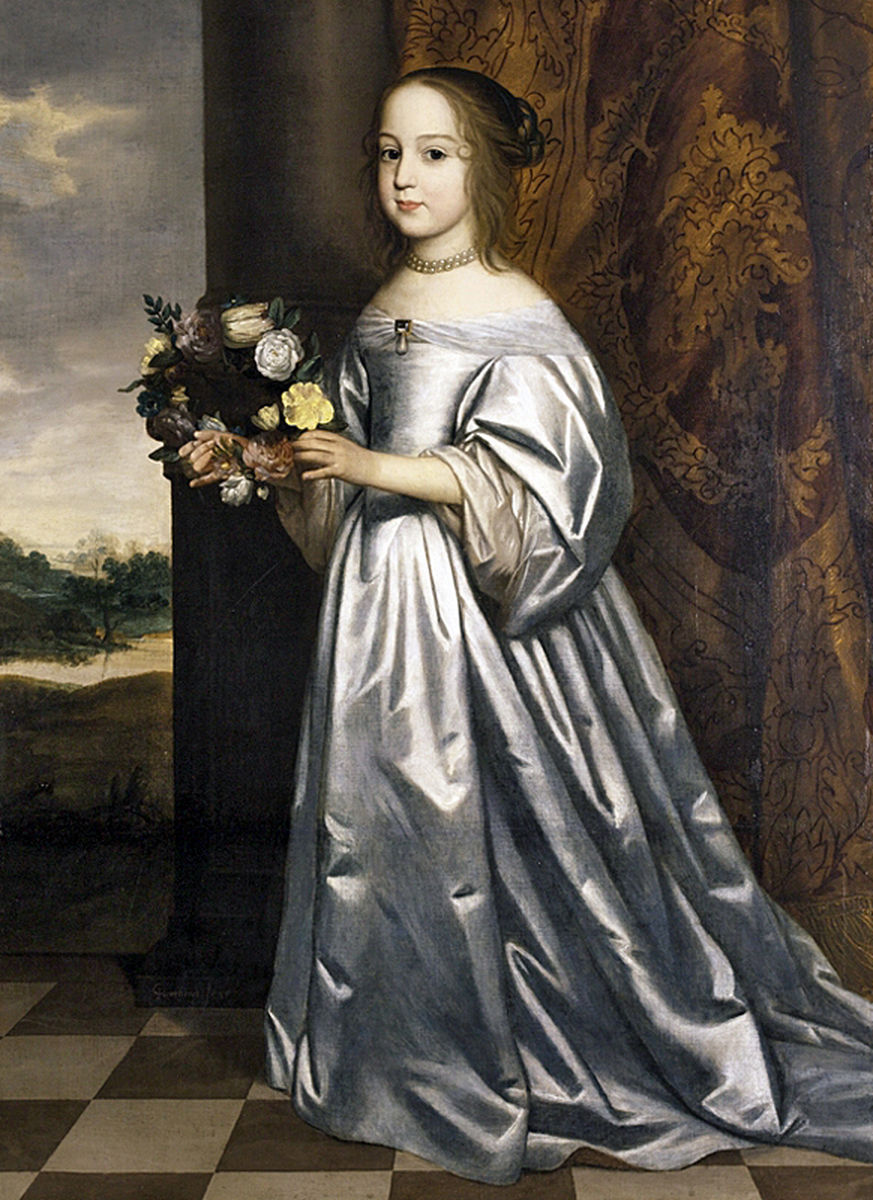
Porträt der Franziska von Hohenzollern-Hechingen, 1649

Franziska Maria Henriette von Hohenzollern-Hechingen (* 1642; † 17. Oktober 1698 in Bergen op Zoom) war eine Prinzessin von Hohenzollern-Hechingen und aus eigenem Recht Markgräfin von Bergen op Zoom.

## Leben
Franziska war das einzige überlebende Kind des Fürsten Eitel Friedrich II. von Hohenzollern-Hechingen (1601–1661) aus dessen Ehe mit Maria Elisabeth II. van den Bergh (1613–1671), Tochter des Grafen Heinrich van den Bergh und Erbin von Bergen op Zoom.
Mit dem bedeutenden Erbteil ihrer Mutter galt die Prinzessin als begehrte Partie. Als einer ihrer Werber trat 1661 Herzog Christian Ludwig I. von Mecklenburg-Schwerin auf, doch stieß das Heiratsprojekt des protestantischen Herzogs mit der katholischen Franziska in der mecklenburgischen Herzogsfamilie auf heftige Ablehnung. Franziskas Mutter bestand darauf, dass ein Bruder des Herzogs als Brautwerber fungierte, da Christian Ludwig aber mit seinen Brüdern zerstritten war, zog er die Bewerbung zurück.
Im Mai 1662 heiratete Franziska in Bergen op Zoom Frédéric Maurice de La Tour d’Auvergne (1642–1707), Comte d’Auvergne et d'Oliergues, einem Sohn des Herzogs von Bouillon. Nach dem Tod ihrer Mutter 1672 wurde Franziska mit Bergen op Zoom belehnt, jedoch erst 1681 inauguriert. Während des Krieges zwischen Frankreich und den Generalstaaten gelangte der Statthalter Wilhelm III. von Oranien zeitweise in den Besitz der Markgrafschaft.

## Nachkommen
Folgende ihrer 11 ehelichen Kinder überlebten das Säuglingsalter:
- Frederic Godefroy (1664–1672), Marquis de Bergh
- Isabelle Eleonore (1665–1746), Äbtissin von Thorigny
- Louise Emilie (1667–1737), Äbtissin von Montmartre
- Marie Anne (1669–1763), Nonne
- Emmanuel Maurice (1670–1702)
- Henri Oswald (1671–1747), Erzbischof von Tours, Erzbischof von Vienne
- François Egon (1675–1710), Markgraf von Bergen op Zoom, Comte d’Auvergne; ⚭ 1707 Prinzessin Marie Anne de Ligne d’Aremberg (1689–1736)
  - Maria Henriette de La Tour d’Auvergne (1708–1728); ⚭ Johann Christian von Pfalz-Sulzbach (1700–1733)
    - Karl Theodor von Pfalz-Bayern (1724–1799), Kurfürst von Pfalz-Bayern
- Frederic Konstantin (1682–1732), Comte d’Oliergues